# Cserdi
Cserdi é um município da Hungria, situado no condado de Baranya. Tem 6,46 km² de área e sua população em 2019 foi estimada em 368 habitantes.